# Tepepatlaxco
Tepepatlaxco también conocido como El Llano, es una localidad de México perteneciente al municipio de Almoloya en el estado de Hidalgo.

## Toponimia
Tecpatlachco. Tecpatl, pedernal, sílice, tlachtli, juego de pelota, y de co, en: Juego de Pelota. En el juego de pelota de sílice o pedernal. El tlachtli no era propiamente el local destinado para el juego, sino una piedra labrada y perforada en el centro, por donde tenían que hacer pasar la pelota los jugadores.

## Geografía
A la localidad le corresponden las coordenadas geográficas 19° 45’ 06.575” de latitud norte y 98° 22’ 19.186” de longitud oeste, con una altitud de 2699 m s. n. m. Cuenta con un clima templado subhúmedo con lluvias en verano, de humedad media.
En cuanto a fisiografía se encuentra dentro de la provincia del Eje Neovolcánico dentro de la subprovincia de LLagos y Volcanes de Anáhuac; su terreno es de llanura y lomerío. En lo que respecta a la hidrología se encuentra posicionado en la región Panuco, dentro de la cuenca del río Moctezuma, en la subcuenca de la laguna de Tochac y Tecocomulco.

## Demografía
En 2020 registró una población de 671 personas, lo que corresponde al 5.35 % de la población municipal. De los cuales 273 son hombres y 302 son mujeres. Tiene 143 viviendas particulares habitadas.
| Gráfica de evolución demográfica de Tepepatlaxco entre 1940 y 2020                           |
|                                                                                              |
| Población de los censos y conteos del Instituto Nacional de Estadística y Geografía (INEGI). |

## Economía
La localidad tiene un grado de marginación alto y un grado de rezago social bajo.